# Opor (hegység)
Az Opor egy alacsony hegység Horvátország, Dalmáciában, Kaštela hátországában.

## Fekvése
A hegy Kaštela, Prgomet és Lećevica községek határán fekszik, mintegy 4 km hosszúságban nyúlik el. Geológiailag a délkeletre fekvő Kozjak részét képezi, melytől a 475 m magas Malačka-hágó választja el. Legmagasabb csúcsa Crni krug (647 m), amelynek közelében kissé délnyugatra található a Pasja jama nevű barlang. A hegység mészkőből épül fel. Lejtői fokozatosan ereszkednek le a tenger felé. A lábánál vezet a Kninből és Šibenikből Splitre menő vasútvonal. Az Opor nevet először 1216-ban említik egy falu neveként, másodszor pedig Radoš határainak leírásában találjuk.